# Rogério Corrêa (futbolista nacido en 1981)
Rogério Corrêa (Rio de Janeiro, 27 de marzo de 1981) es un exfutbolista y entrenador brasileño, se desempeñaba como defensa y se retiró en 2010.

## Trayectoria
| Futbolista        |                    |      |      |
| País              | Club               | Año  | Año  |
| Bandera de Brasil | Bangu              | 2001 | 2002 |
| Bandera de Brasil | Vasco da Gama      | 2002 | 2003 |
| Bandera de Brasil | Bangu              | 2004 | 2004 |
| Bandera de Brasil | Joinville          | 2004 | 2004 |
| Bandera de Brasil | 15 de Novembro     | 2005 | 2005 |
| Bandera de Brasil | Brasiliense        | 2005 | 2005 |
| Bandera de Grecia | Levadiakos         | 2005 | 2006 |
| Bandera de Brasil | Angra dos Reis     | 2006 | 2006 |
| Bandera de Brasil | Botafogo           | 2007 | 2007 |
| Bandera de Brasil | Ceará              | 2007 | 2007 |
| Bandera de Brasil | Bonsucesso         | 2007 | 2007 |
| Bandera de Brasil | Anápolis           | 2008 | 2008 |
| Bandera de Brasil | Uberlândia         | 2009 | 2009 |
| Bandera de Brasil | Remo               | 2009 | 2009 |
| Bandera de Brasil | Paysandu           | 2009 | 2009 |
| Bandera de Brasil | CRB                | 2010 | 2010 |
| Entrenador        |                    |      |      |
| País              | Club               | Año  | Año  |
| Bandera de Brasil | Portuguesa da Ilha | 2018 | 2020 |
| Bandera de Brasil | Artsul             | 2020 | 2020 |
| Bandera de Brasil | Cabofriense        | 2021 | 2021 |
| Bandera de Brasil | 4 de Julho         | 2022 | 2022 |
| Bandera de Brasil | Volta Redonda      | 2022 | 2023 |
| Bandera de Brasil | CSA                | 2024 | 2024 |
| Bandera de Brasil | Volta Redonda      | 2024 | Act. |

## Palmarés

### Como futbolista
| Título             | Club          | Año  |
| ------------------ | ------------- | ---- |
| Campeonato Carioca | Vasco da Gama | 2003 |

### Como entrenador
| Título                       | Club          | Año  |
| ---------------------------- | ------------- | ---- |
| Campeonato Carioca Serie A2  | Volta Redonda | 2022 |
| Copa Río                     | Volta Redonda | 2022 |
| Campeonato Brasileño Série C | Volta Redonda | 2024 |